# Радзинович, Леон
Леон Радзинович (пол. Leon Radzinowicz, настоящая фамилия Рабинович, пол. Leon Rabinowicz; 15 июня 1906, Лодзь — 29 декабря 1999, Хейверфорд (Пенсильвания)) — польско-британский криминолог.
Учился в Париже (1924—1925) и Женеве (1925—1927), в 1928 г., выучив самостоятельно итальянский язык, получил диплом в Институте криминологии в Риме. Ученик Энрико Ферри, дебютировал в печати статьёй «Проблема уровня безопасности и современное развитие уголовных наказаний» (англ. Il problema della misure di sicurezza e l'evoluzione moderna del diritto penale) в сборнике, посвящённом учителю.
В 1928—1931 гг. приват-доцент Женевского университета. В этот период опубликовал на французском языке 5 монографий, в том числе «Современная борьба с преступностью» (фр. La lutte moderne contre le crime; Брюссель, 1930, с предисловием бельгийского министра графа Картона де Виарта) и «Убийство в состоянии аффекта» (фр. Le crime passionel; Париж, 1931), а также социологическое исследование «Проблема населения во Франции» (фр. Le problème de la population en France; Париж, 1929) — пионерскую работу, в которой ранее, чем у Адольфа Ландри, было введено понятие демографической революции, а причины таких революций проанализированы в рамках марксистской методологии.
В 1932 г. вернулся в Польшу. Преподавал в Варшавском университете, в 1934 г. сменил фамилию. Опубликовал ряд книг на польском языке, в том числе фундаментальные «Основы науки о тюремном заключении» (пол. Podstawy nauki o więziennictwie; 1933).
В 1937 г. по поручению Министерства юстиции Польши был командирован в Англию для изучения британской системы исполнения наказаний. В связи с началом Второй мировой войны из этой командировки не вернулся, в 1947 г. получил гражданство Великобритании.
Преподавал в Кембриджском университете, в 1949 г. возглавил в Кембридже отделение криминологии, а в 1960 г. стал первым директором первого в Великобритании Института криминологии, учреждённого при том же университете (до выхода на пенсию в 1972 г.). Одновременно в 1962—1968 гг. профессор в школе права Йельского университета. Занимал также ряд важных должностей в британских и международных общественных комиссиях по вопросам исполнения наказаний.
Главный научный труд Радзиновича, относящийся к британскому периоду его деятельности, — «История английского уголовного права и его исполнения с 1750 года» (англ. A history of English Criminal Law and Its Administration from 1750), изданная в 1948—1968 гг. в четырёх томах.